# I Should Have Known Better (Jim-Diamond-Lied)
I Should Have Known Better ist ein Lied von Jim Diamond aus dem Jahr 1984. Der Titel wurde in Zusammenarbeit mit Graham Lyle geschrieben und erschien auf dem Album Double Crossed.

## Geschichte
I Should Have Known Better wurde weltweit am 26. Oktober 1984 veröffentlicht. Das Lied erzählt aus der Perspektive des Lyrischen Ichs davon, dass der Protagonist fremdgegangen ist und nun um Verzeihung bittet. Solch eine ähnliche Interpretation findet sich auch im George-Michael-Klassiker Careless Whisper.
Der Hit ist vier Minuten lang und erschien auf dem Album Double Crossed. Koproduzent war neben Jim Diamond Pip Williams.
1993 folgte eine zweite Version auf dem selbstbetitelten vierten Album. Im Gegensatz zur Originalversion war dort Lyle auch Koproduzent.

## Musikvideo
Das Musikvideo zeigt Jim Diamond mit einigen Studiomusikern und dem Produzenten des Hits, Pip Williams, bei Aufnahmen in einem Tonstudio. Während der Aufnahme kommen im Produzenten Schuldgefühle hoch, da er seine Frau betrogen hat. In diesen Sequenzen zieht Williams Frau mit der kleinen Tochter aus dem Haus und steigt in den nächsten Zug. Anschließend stürmt die Tochter das Studio und sie umarmt ihren Vater, am Ende vergibt auch seine Frau ihm.

## Erfolg
Die Single. wurde unter anderem in Großbritannien, Irland und Australien ein Nummer-eins-Hit. Für Jim Diamond handelte es sich um einen von zwei Top-10-Hits und seinen einzigen Nummer-eins-Hit. Zwei Jahre später erreichte Hi Ho Silver Platz 8 der UK-Charts.
Nach einer Woche auf Platz 1 der Charts bat Jim Diamond darum, nicht seine Single zu kaufen, sondern stattdessen den Band-Aid-Hit Do They Know It’s Christmas?. Im Gegensatz zu einem Artikel von Bob Geldof löste aber The Power of Love von Frankie Goes to Hollywood ihn auf Platz 1 ab und Band Aid folgte erst eine Woche später.